# Мідл-Рівер (Міннесота)
Мідл-Рівер (англ. Middle River) — місто (англ. city) в США, в окрузі Маршалл штату Міннесота. Населення — 304 особи (2020).

## Географія
Мідл-Рівер розташований за координатами 48°26′6″ пн. ш. 96°9′42″ зх. д. / 48.43500° пн. ш. 96.16167° зх. д. (48.434896, -96.161694).  За даними Бюро перепису населення США в 2010 році місто мало площу 1,24 км², уся площа — суходіл.

## Демографія
Згідно з переписом 2010 року, у місті мешкали 303 особи в 148 домогосподарствах у складі 77 родин. Густота населення становила 244 особи/км².  Було 161 помешкання (130/км²).
Расовий склад населення:
| - 96,7 % — білих - 1,3 % — корінних американців - 1,0 % — чорних або афроамериканців - 0,3 % — азіатів |

До двох чи більше рас належало 0,7 %. Частка іспаномовних становила 1,0 % від усіх жителів.
За віковим діапазоном населення розподілялося таким чином: 21,5 % — особи молодші 18 років, 58,0 % — особи у віці 18—64 років, 20,5 % — особи у віці 65 років та старші. Медіана віку мешканця становила 44,9 року. На 100 осіб жіночої статі у місті припадало 91,8 чоловіків;  на 100 жінок у віці від 18 років та старших — 90,4 чоловіків також старших 18 років.
Середній дохід на одне домашнє господарство  становив 52 604 долари США (медіана — 37 500), а середній дохід на одну сім'ю — 56 012 долари (медіана — 50 625). Медіана доходів становила 44 375 доларів для чоловіків та 32 639 доларів для жінок. За межею бідності перебувало 11,5 % осіб, у тому числі 12,8 % дітей у віці до 18 років та 10,9 % осіб у віці 65 років та старших.
Цивільне працевлаштоване населення становило 126 осіб. Основні галузі зайнятості: виробництво — 23,0 %, освіта, охорона здоров'я та соціальна допомога — 23,0 %, оптова торгівля — 22,2 %.